# Bathytoshia lata
Bathytoshia lata ist eine Stechrochenart und lebt küstennah im Mittelmeer, an der östlichen Atlantikküste südlich bis Angola und ist auch im Indopazifik östlich bis Hawaii weit verbreitet.

## Merkmale
Bathytoshia lata hat eine rautenförmige Brustflossen-Scheibe, die ein Viertel breiter als lang ist, und deren vordere Seiten fast gerade sind und in einem stumpfen Winkel aufeinandertreffen, während die hinteren Seiten stark gerundet sind. Er erreicht eine Scheibenbreite von maximal 1,5 m, meist aber eher 1 m, bei einem Gewicht von bis zu 56 kg. Der peitschenartige Schwanz ist mindestens doppelt so lang wie die Scheibe und trägt einen einzelnen Giftstachel in der Nähe der Basis. Die Oberseite ist oliv oder braun, die Unterseite ist weiß.

## Lebensweise
Der Rochen lebt über sandigem oder schlammigen Grund und in Riffen, meist in Tiefen von mehr als 15 m, vor Maui, Kāne'ohe Bay und Oʻahu. Den Tag verbringt er meist am Boden eingegraben, nachts jagt er hauptsächlich bodenbewohnende Krustentiere, aber auch Vielborster und Knochenfische. Er ist ovovivipar. Von der IUCN wird er als LC (nicht gefährde) eingestuft.

## Systematik
Die Rochenart wurde im Jahr 1880 durch den US-amerikanischen Ichthyologen Samuel Garman unter der wissenschaftlichen Bezeichnung Trygon lata beschrieben, später dann der Gattung Dasyatis zugeordnet. Bei einer Mitte 2016 erfolgten Revision der Dasyatidae wurde die Art in die Gattung Bathytoshia gestellt. Dasyatis thetidis (Ogilby, 1899) ist ein weiteres Synonym von Bathytoshia lata.